# Amomum chayanianum
Amomum chayanianum là một loài thực vật có hoa trong họ Gừng. Loài này được Piyapong Yupparach mô tả khoa học đầu tiên năm 2008 dưới danh pháp Elettariopsis chayaniana. Phân tích phát sinh chủng loại phân tử chi Amomum nghĩa rộng năm 2018 của de Boer et al. cho thấy nó thuộc về chi Amomum nghĩa hẹp, vì thế nó được các tác giả Jana Leong-Škorničková và Kristýna Hlavatá chuyển sang chi Amomum.

## Từ nguyên
Tính từ định danh của loài này được đặt để vinh danh tiến sĩ Chayan Picheansoonthon nhằm ghi nhận những đóng góp của ông cho kiến thức chung về họ Zingiberaceae ở Thái Lan.

## Phân bố
Loài này tìm thấy tại rặng núi Khao Sapan Hin trong huyện Khlung, tỉnh Chanthaburi, cực đông nam Thái Lan. Nó mọc dưới bóng râm của rừng khô thường xanh ở độ cao 140–560 m (460-1.840 ft). Tên gọi trong tiếng Thái là wan kambang.

## Mô tả
Cây thân thảo lâu năm. Thân rễ bò lan, mang các thân giả ở các mắt. Thân giả thanh mảnh, 26,2-52,3 cm. Lá không phiến 2-3. Lá thông thường 2-4; lưỡi bẹ nhẵn nhụi, dài 2–4 mm, đỉnh 2 thùy; cuống lá 2,6-11,8 cm, nhẵn nhụi, có rãnh; phiến lá hình mũi mác-thuôn dài hoặc hình elip, 14,5-28,5 × 5,1-7,0 cm, gốc lá xiên nhọn, đỉnh nhọn đến hình đuôi ngắn, mép nguyên đến hơi gợn sóng, cả hai mặt nhẵn nhụi. Cụm hoa sinh ra từ gốc của các thân giả, với các hoa trong một đầu hoa mọc thẳng, cuống dài 0,9-2,5 cm. Lá bắc 5-6, hình trứng, màu ánh nâu nhạt, 1,0-2,5 cm × 6–8 mm. Lá bắc con hình mũi mác, khoảng 1,5-2,1 × 0,4-1,0 cm. Đài hoa màu ánh xanh lục, hình ống, dài 2,6-3,0 cm. Ống tràng hoa màu ánh hồng, thanh mảnh, ngắn hơn đài hoa, dài 2,1-2,5 cm; thùy 3, màu ánh lục; thùy lưng thuôn dài, khoảng 1,6-1,8 cm × 5–6 mm, có nắp, màu ánh xanh lục; các thùy bên màu ánh xanh lục, thuôn dài, khoảng 1,6-2,7 cm × 5–6 mm, hơi có nắp. Không có nhị lép ở bên. Cánh giữa môi dưới màu trắng với đáy ánh đỏ và đoạn giữa màu vàng, gần tròn, khoảng 1,7-2,2 × 1,5-1,7 cm; đáy có vuốt 6–8 mm, phần xa 3 thùy, thùy giữa có khía tai bèo và đôi khi có khía. Chỉ nhị màu đỏ, khoảng 5-6 × 2–3 mm. Bao phấn khoảng 4 × 2 mm; phần phụ kết nối thẳng, khoảng 5-6 × 1–2 mm, nửa dưới màu đỏ, nửa trên màu trắng, đỉnh 2 thùy. Bầu nhụy khoảng 2 × 2 mm, nhẵn nhụi, 8 góc không rõ nét; nhụy lép 2, thanh mảnh, khoảng 3-4 × 1–2 mm. Quả nang, hình trứng, khoảng 2,8 × 1,5 cm, màu nâu ánh hồng, với 7 gờ dọc. Hạt nhiều, hình cầu-hình elip, dài 4–5 mm.
Nó thuộc về cùng một nhóm với E. elan, E. slahmong và E. triloba, với cụm hoa hình đầu thành chùm, trong khi những loài khác ở Thái Lan với cán hoa phủ phục thuôn dài. E. chayaniana có thể dễ dàng được phân biệt bởi mào bao phấn hai thùy độc nhất của nó (thẳng với đỉnh hai thùy) và quả (hình trứng với 7 gờ dọc).

## Sử dụng
Tại Thái Lan, nó được sử dụng trong y học dân gian.